# Víctor Castells i Benosa
Víctor Castells i Benosa   (Barcelona, 1928) és un artista i escriptor català, de família originària d'Estopanyà. De jove es va introduir als medis culturals de l'avantguardisme, i col·laborà activament a Dau al Set. També viatjà molt i residí sovint a París, alhora que contactava amb les comunitats catalanes d'Amèrica i amb personalitats del món nacionalista com Hipòlit Nadal i Mallol, Carles Muñoz i Espinalt, Joan Ballester i Canals i Joan Massot i Rodamilans. Ha col·laborat a les revistes Tele/Estel, Serra d'Or, El Llamp, Catalonia Today i el diari Avui.
A Londres contactà amb Josep Maria Batista i Roca i Miquel Ferrer Sanxis, amb qui formà part del consell executiu del Consell Nacional Català quan es va reconstituir a Barcelona el 1977. A les seves obres s'ha dedicat a difondre el pensament originari de Francesc Macià i ha reivindicar la figura de Batista i Roca.

## Obres
- Manuel Gonzàlez i Alba. Una vida per la Independència (1985)
- Batista i Roca, una vida al servei de la reconstrucció nacional (1995) R.Dalmau, Editor
- Catalans d'Amèrica per la independència (1986)
- Batista i Roca acusat acusador (1988)
- Nacionalisme i Guerra Civil a Catalunya 1936-1939 (2002) R.Dalmau, Editor
- Nacionalisme català a l'exili 1939-1945 (2005) R.Dalmau, Editor
- El Consell Nacional Català 1953-1975
- Caràcter i nació (1996)
- El 6 d'octubre: Palestra i Batista i Roca (2000)
- Galeusca, un ideal compartit (2008) R.Dalmau, Editor